# Ловци на натприродно (4. сезона)
Четврта сезона серије Ловци на натприродно, америчке фантастичне телевизијске серије аутора Ерика Крипкеа, емитована је од 18. септембра 2008. до 14. маја 2009. године, с укупно 22. епизоде.
Сезона се фокусира на браћу Сема (Џаред Падалеки) и Дина Винчестера (Џенсен Аклс) који се по први пут у животу као ловци на натприродно сусрећу са анђелима; тиме је представљен касније једна од главних улога серије, анђео Кастиел (Миша Колинс). Анђели спасу Дина из пакла и оживе га након што је тамо заробљен у финалу треће сезоне, „Нема помиловања за зликовце”. Објашњавају да су дошли на Земљу први пут после хиљада година како би спречили демоне да ослободе палог анђела Луцифера из пакла, пошто би Луцифер тада изазвао апокалипсу. Демоне предводи непријатељ Винчестера и Динова убица, Лилит. Међутим, постаје све јасније да нешто није у реду са небесима и да анђели кују сопствене планове. Упркос првобитно срећном окупљању, напетост између Сема и Дина све више расте јер се Дин плаши Семових демонских моћи и не верује његовој савезници, Руби (Геновева Кортес).

## Улоге

### Главне
- Џаред Падалеки као Сем Винчестер
- Џенсен Аклс као Дин Винчестер

### Споредне
- Миша Колинс као Кастиел / Џими Новак
- Геновева Кортес као Руби
- Џим Бивер као Боби Сингер
- Фредрик Лене као Азазел
- Џули Макнивен као Ана Милтон
- Роберт Виздом као Урил
- Трејси Динвиди као Памела Барнс
- Курт Фулер као Закараја
- Кристофер Хејердал и Марк Ролдстон као Алистер
- Роб Бенедикт као Чак Шурли
- Кетрин Бочер и Сијера Макормик као Лилит
- Јулијана Вимблс као Синди Макелан
- Џејк Ејбел као Адам Милиган
- Диди Фајфер као Кејт Милиган
- Ники Ејкокс као Мег Мастерс
- А. Џ. Бакли као Ед Зедмор
- Линдси Макион као Теса
- Мич Пилеџи као Самјуел Кембел
- Саманта Смит као Мери Винчестер
- Ејми Гуменик као млада Мери Винчестер
- Чарлс Малик Витфилд као агент Виктор Хенриксен
- Травис Вестер као Хари Спанглер
- Мет Коен као млади Џон Винчестер
- Мајкл Еклунд као Ед Бруер

## Епизоде
У овој табели, број у првој колони се односи на број епизоде у целој серији, док број у другој колони означава број епизоде у овој сезони. „Гледаност у САД (милиони)” се односи на то колико је Американаца гледало премијеру епизоде или на дан емитовања.
| Бр. еп. (укупно) | Бр. еп. (у сезони) | Српски наслов Изворни наслов            | Редитељ         | Сценариста                                               | Премијера                         | Прод. код | Гледаност у САД (милиони) |
| ---------------- | ------------------ | --------------------------------------- | --------------- | -------------------------------------------------------- | --------------------------------- | --------- | ------------------------- |
| 61               | 1                  | Лазарево васкрсеље                      | Ким Менерс      | Ерик Крипке                                              | 18. септембар 2008. 8. март 2022. |           | 3,96                      |
| 62               | 2                  | Јеси ли ту, Боже? Ја сам, Дин Винчестер | Фил Сгрича      | Story by : Сера Гамбл и Лу Боло Teleplay by : Сера Гамбл | 25. септембар 2008. 8. март 2022. |           | 3,18                      |
| 63               | 3                  | У почетку                               | Стив Бојум      | Џереми Карвер                                            | 2. октобар 2008. 8. март 2022.    |           | 3,51                      |
| 64               | 4                  | Преображај                              | Ким Менерс      | Кетрин Хамфрис                                           | 9. октобар 2008. 8. март 2022.    |           | 3,15                      |
| 65               | 5                  | Филм о чудовиштима                      | Роберт Сингер   | Бен Едлунд                                               | 16. октобар 2008. 8. март 2022.   |           | 3,06                      |
| 66               | 6                  | Жута грозница                           | Фил Сгрича      | Ендру Даб и Данијел Лофлин                               | 23. октобар 2008. 8. март 2022.   |           | 3,25                      |
| 67               | 7                  | То је велика бундева, Сем Винчестер     | Чарлс Бисон     | Џули Сиџ                                                 | 30. октобар 2008. 8. март 2022.   |           | 3,55                      |
| 68               | 8                  | Пуштање машти на вољу                   | Роберт Сингер   | Story by : Бен Едлунд и Лу Бело Teleplay by : Бен Едлунд | 6. новембар 2008. 8. март 2022.   |           | 3,24                      |
| 69               | 9                  | Знам шта сте радили прошлог лета        | Чарлс Бисон     | Сера Гамбл                                               | 13. новембар 2008. 8. март 2022.  |           | 2,94                      |
| 70               | 10                 | Рај и пакао                             | Џ. Милер Тобин  | Story by : Тревор Сандс Teleplay by : Ерик Крипке        | 20. новембар 2008. 8. март 2022.  |           | 3,34                      |
| 71               | 11                 | Остаци породице                         | Фил Сгрича      | Џереми Карвер                                            | 15. јануар 2009. 8. март 2022.    |           | 2,98                      |
| 72               | 12                 | Исусе, анђео је кретен                  | Роберт Сингер   | Џули Сиџ                                                 | 22. јануар 2009. 8. март 2022.    |           | 3,06                      |
| 73               | 13                 | Тинејџерски специјал                    | Адам Кејн       | Ендру Даб и Данијел Лофлин                               | 29. јануар 2009. 8. март 2022.    |           | 3,56                      |
| 74               | 14                 | Секс и насиље                           | Чарлс Бисон     | Кетрин Хамфрис                                           | 5. фебруар 2009. 8. март 2022.    |           | 3,37                      |
| 75               | 15                 | Смрт иде на одмор                       | Стив Бојум      | Џереми Карвер                                            | 12. март 2009. 8. март 2022.      |           | 2,84                      |
| 76               | 16                 | На ушици игле                           | Мајк Рол        | Бен Едлунд                                               | 19. март 2009. 8. март 2022.      |           | 3,37                      |
| 77               | 17                 | Ужасан живот                            | Џејмс Л. Конвеј | Сера Гамбл                                               | 26. март 2009. 8. март 2022.      |           | 3,13                      |
| 78               | 18                 | Чудовиште на крају књиге                | Мајк Рол        | Story by : Џули Сиџ и Ненси Винер Teleplay by : Џули Сиџ | 2. април 2009. 8. март 2022.      |           | 3,27                      |
| 79               | 19                 | Нови члан породице                      | Фил Сгрича      | Ендру Даб и Данијел Лофлин                               | 23. април 2009. 8. март 2022.     |           | 2,70                      |
| 80               | 20                 | Усхићење                                | Чарлс Бисон     | Џереми Карвер                                            | 30. април 2009. 8. март 2022.     |           | 2,95                      |
| 81               | 21                 | Кад брана пукне                         | Роберт Сингер   | Сера Гамбл                                               | 7. мај 2009. 8. март 2022.        |           | 2,79                      |
| 82               | 22                 | Уздизање Луцифера                       | Ерик Крипке     | Ерик Крипке                                              | 14. мај 2009. 8. март 2022.       |           | 2,89                      |